# Markus Weiner
Markus Weiner (* in Weißkirchen; † 21. Jänner 1565 in Lambach) war der 49. Abt des Stiftes Kremsmünster.
Weiner wurde 1558 zum Abt von Kremsmünster gewählt. Auf seine Bitte hin gestand Kaiser Ferdinand 1561 dem Stift Kremsmünster die bisher dem Landesfürsten vorbehaltene Hohe Jagd zu. 
Als Weiner 1565 starb, wurde er im Stift Lambach begraben. Der Ort seines Begräbnisses – ein anderes Kloster – gab auch noch viel später einigen Chronisten Grund zu der Annahme, Weiner sei im Zuge einer Klostervisitation 1563 seines Amtes enthoben und nach Lambach verwiesen worden. Es war die Zeit der Reformation, in der das Verständnis für klösterliches Leben abnahm. Es hielten sich auch Gerüchte, dass Weiner verehelicht gewesen sei und im Kloster öffentliche Hochzeit gehalten habe. 